# Teimuraz II
Teimuraz II (Tbilisi, 1680 - Sant Petersburg, 8 de gener del 1762) fou rei de Kakhètia del 1732 al 1736 i del 1738 al 1744 i de Kartli del 1744 al 1762.
Teimuraz era fill d'Irakli I de Kartli i Kakhètia. Djanisin (virrei) de Kakhètia abans de ser rei, va succeir al seu germà Constantí III com a rei el 23 de desembre del 1732. Fou enviat com a ostatge a Nàdir-Xah, a Kandahar del 1735 al 1738, i el seu nebot Alexandre III de Kakhètia va ocupar el seu lloc. El 1743 va abolir l'eristhaviat (ducat) de l'Aragvi.
Va ser proclamat rei de Kartli el 9 de juliol de 1744 i coronat l'1 d'octubre de 1745. El 1744 va abdicar de Kakhètia en favor del seu fill gran Irakli (governador general de l'Azerbaidjan del 1748 al 1749). Va viatjar a Rússia el 1761, i va demanar ajuda contra els perses. El tsar el va rebre i li va donar una pensió. Casat amb una filla de Baindur Sidamoni, eristhavi d'Aragvi, de qui es va divorciar el 1710 i dos anys després va casar amb Thamar (†1746) filla de Vakhtang VI. El 1746 es va casar de nou amb Anna (Ara Khanum, morta essent monja el 1784) exdona del príncep Kaikhushru Tsitsishvili i filla del príncep Bejan Takaltoïan Baratashvili. Va morir a El va succeir el seu fill Irakli II.